# なでしこリーグカップ2012
なでしこリーグカップ2012は、第3回目のなでしこリーグカップである。2012年6月23日に開幕し、9月9日（なでしこリーグオールスター2012と同日）に決勝戦が行なわれた。
今大会は、日本女子サッカーリーグの冠スポンサーであるプレナスおよび、リーグカップスポンサーとなったナックの飲料水サービスブランド「クリクラ」の名前を冠し、「プレナスなでしこリーグカップ2012 powered by クリクラ」の大会名称で実施される。
優勝は日テレ・ベレーザで、大会3連覇（2011年は大会中止）を果たした。

## 開催方式
- なでしこリーグ（日本女子サッカーリーグ1部）所属の全10チームが参加する。
- 10チームを5チームずつの2組に分け、それぞれ1順の総当たり戦（各チームホーム2試合・アウェー2試合）を行う。各組上位2チームが準決勝に進出する。
- 準決勝・決勝は1試合勝負。

当大会は、日本女子代表（なでしこジャパン）のロンドンオリンピックへ向けた強化期間（なでしこリーグは中断）を利用して開催された。ただしロンドンオリンピック期間中はこの大会も中断された。優勝チームには、同年の国際女子サッカークラブ選手権2012出場権が与えられた。

## 結果

### グループリーグ

#### グループ A
| 順 | チーム                       | 試 | 勝 | 分 | 敗 | 得 | 失 | 差  | 点 |
| -- | ---------------------------- | -- | -- | -- | -- | -- | -- | --- | -- |
| 1  | INAC神戸レオネッサ           | 4  | 4  | 0  | 0  | 11 | 4  | +7  | 12 |
| 2  | アルビレックス新潟レディース | 4  | 3  | 0  | 1  | 7  | 3  | +4  | 9  |
| 3  | 浦和レッズ・レディース       | 4  | 1  | 1  | 2  | 6  | 4  | +2  | 4  |
| 4  | ジェフ千葉レディース         | 4  | 1  | 1  | 2  | 6  | 7  | −1  | 4  |
| 5  | 福岡J・アンクラス            | 4  | 0  | 0  | 4  | 3  | 15 | −12 | 0  |

| 2012年6月23日 12:33 |

| 福岡J・アンクラス | 1 - 3          | INAC神戸レオネッサ                                  |
| 平田ひかり 38分   | 公式記録 (PDF) | 田中陽子 8分 · チ・ソヨン 44分 (PK) · 仲田歩夢 46分 |

| 佐賀県総合運動場陸上競技場 観客数: 6,609人 主審: 竹下聖 |

| 2012年6月23日 13:01 |

| ジェフ千葉レディース | 0 - 0          | 浦和レッズ・レディース |
|                      | 公式記録 (PDF) |                        |

| フクダ電子アリーナ 観客数: 679人 主審: 鮎貝志保 |

| 2012年7月1日 16:00 |

| 浦和レッズ・レディース                                                    | 5 - 0          | 福岡J・アンクラス |
| 荒川恵理子 11分 · 後藤三知 43分, 90+2分 · 藤田のぞみ 78分 · 堂園彩乃 90分 | 公式記録 (PDF) |                   |

| 鴻巣市立陸上競技場 観客数: 548人 主審: 高橋早織 |

| 2012年7月1日 14:30 |

| アルビレックス新潟レディース               | 3 - 0          | ジェフ千葉レディース |
| 山崎円美 5分 · 佐伯彩 44分 · 川村優理 90分 | 公式記録 (PDF) |                      |

| 魚津市桃山運動公園陸上競技場 観客数: 1,248人 主審: 吉澤久恵 |

| 2012年7月8日 17:00 |

| INAC神戸レオネッサ                             | 3 - 1          | ジェフ千葉レディース |
| ゴーベル・ヤネズ 7分, 52分 · 川澄奈穂美 90+2分 | 公式記録 (PDF) | 柳井里奈 16分        |

| ホームズスタジアム神戸 観客数: 3,763人 主審: 米村真由美 |

| 2012年7月8日 16:00 |

| 浦和レッズ・レディース | 0 - 1          | アルビレックス新潟レディース |
|                        | 公式記録 (PDF) | 久保田麻友 47分              |

| さいたま市駒場スタジアム 観客数: 2,186人 主審: 須永久美 |

| 2012年8月18日 15:00 |

| アルビレックス新潟レディース | 1 - 2          | INAC神戸レオネッサ            |
| 50分 (OG)                    | 公式記録 (PDF) | 中島依美 69分 · ベッキー 71分 |

| 東北電力ビッグスワンスタジアム 観客数: 9,057人 主審: 牧野直美 |

| 2012年8月18日 17:00 |

| ジェフ千葉レディース                                                | 5 - 1          | 福岡J・アンクラス |
| 深澤里沙 36分, 42分 · 柳井里奈 40分 · 筏井りさ 66分 · 小川志保 71分 | 公式記録 (PDF) | 磯金みどり 55分   |

| 市原緑地運動公園臨海競技場 観客数: 341人 主審: 山岸佐知子 |

| 2012年8月25日 19:00 |

| INAC神戸レオネッサ                                      | 3 - 1          | 浦和レッズ・レディース |
| 髙瀬愛実 36分 · チ・ソヨン 47分 · ゴーベル・ヤネズ 78分 | 公式記録 (PDF) | 荒川恵理子 21分        |

| NDソフトスタジアム山形 観客数: 12,230人 主審: 深野悦子 |

| 2012年8月26日 16:00 |

| 福岡J・アンクラス | 1 - 2          | アルビレックス新潟レディース        |
| 田頭陽子 49分     | 公式記録 (PDF) | 川村優理 55分 · 上尾野辺めぐみ 89分 |

| 北九州市立本城陸上競技場 観客数: 217人 主審: 米村真由美 |

#### グループ B
| 順 | チーム                 | 試 | 勝 | 分 | 敗 | 得 | 失 | 差  | 点 |
| -- | ---------------------- | -- | -- | -- | -- | -- | -- | --- | -- |
| 1  | 日テレ・ベレーザ       | 4  | 4  | 0  | 0  | 19 | 4  | +15 | 12 |
| 2  | 伊賀FCくノ一           | 4  | 3  | 0  | 1  | 12 | 4  | +8  | 9  |
| 3  | 岡山湯郷Belle          | 4  | 2  | 0  | 2  | 9  | 9  | 0   | 6  |
| 4  | ASエルフェン狭山       | 4  | 1  | 0  | 3  | 5  | 11 | −6  | 3  |
| 5  | スペランツァFC大阪高槻 | 4  | 0  | 0  | 4  | 5  | 22 | −17 | 0  |

| 2012年6月23日 13:00 |

| ASエルフェン狭山 | 1 - 2          | 岡山湯郷Belle             |
| 渡辺彩香 60分    | 公式記録 (PDF) | 27分 (OG) · 松岡実希 32分 |

| 熊谷スポーツ文化公園陸上競技場 観客数: 635人 主審: 佐藤奈美 |

| 2012年6月24日 13:00 |

| スペランツァFC大阪高槻          | 2 - 9          | 日テレ・ベレーザ |
| 伊丹絵美 39分 · 浅野未希 45+1分 | 公式記録 (PDF) | 有吉佐織 15分, 31分 · 木龍七瀬 18分 · 阪口夢穂 61分 · 小林弥生 81分 · 伊藤香菜子 83分 · 永里亜紗乃 85分 · 原菜摘子 89分, 90+1分 |

| 高槻市萩谷総合運動公園サッカー場 観客数: 656人 主審: 米村真由美 |

| 2012年7月1日 13:00 |

| 岡山湯郷Belle                                                             | 5 - 0          | スペランツァFC大阪高槻 |
| 松岡実希 37分, 82分 · 中野真奈美 38分 · 宮間あや 62分 · 津波古友美子 65分 | 公式記録 (PDF) |                        |

| 岡山県美作ラグビー・サッカー場 観客数: 2,012人 主審: 千葉恵美 |

| 2012年7月1日 13:00 |

| 伊賀FCくノ一                                                                | 5 - 0          | ASエルフェン狭山 |
| 堤早希 38分 · 中出ひかり 51分 · 松長佳恵 52分 · 小野鈴香 71分 · 乃一綾 77分 | 公式記録 (PDF) |                  |

| 上野運動公園競技場 観客数: 350人 主審: 山岸佐知子 |

| 2012年7月8日 18:00 |

| 日テレ・ベレーザ      | 2 - 0          | ASエルフェン狭山 |
| 伊藤香菜子 32分, 74分 | 公式記録 (PDF) |                  |

| 江東区夢の島陸上競技場 観客数: 862人 主審: 井脇真理子 |

| 2012年7月8日 15:00 |

| 岡山湯郷Belle | 1 - 2          | 伊賀FCくノ一                  |
| 55分 (OG)     | 公式記録 (PDF) | 堤早希 56分 · 中出ひかり 73分 |

| 岡山県美作ラグビー・サッカー場 観客数: 2,432人 主審: 深野悦子 |

| 2012年8月18日 18:00 |

| ASエルフェン狭山                                           | 4 - 2          | スペランツァFC大阪高槻       |
| 杉山貴子 5分 · 齋藤有里 32分 · 萩原愛海 39分 · 薊理絵 46分 | 公式記録 (PDF) | 壷井綾子 2分 · 島村裕子 52分 |

| 熊谷スポーツ文化公園陸上競技場 観客数: 410人 主審: 深野悦子 |

| 2012年8月18日 16:00 |

| 伊賀FCくノ一    | 1 - 2          | 日テレ・ベレーザ                  |
| 中出ひかり 38分 | 公式記録 (PDF) | 伊藤香菜子 76分 · 永里亜紗乃 84分 |

| 三重県営鈴鹿スポーツガーデン 観客数: 1,078人 主審: 高橋早織 |

| 2012年8月25日 19:00 |

| 日テレ・ベレーザ                                                                         | 6 - 1          | 岡山湯郷Belle |
| 伊藤香菜子 8分 · 木龍七瀬 10分 · 永里亜紗乃 17分, 67分 · 小林弥生 49分 · 小林海青 90+3分 | 公式記録 (PDF) | 宮間あや 73分 |

| Shonan BMWスタジアム平塚 観客数: 2,099人 主審: 須永久美 |

| 2012年8月26日 18:00 |

| スペランツァFC大阪高槻 | 1 - 4          | 伊賀FCくノ一                                         |
| 遠山さゆり 81分        | 公式記録 (PDF) | 中出ひかり 2分 · 松長佳恵 29分 · 園村奈菜 62分, 73分 |

| 奈良県立橿原公苑陸上競技場 観客数: 1,836人 主審: 坊薗真琴 |

### 決勝トーナメント
|  | 準決勝                       | 準決勝           |             |  | 決勝 | 決勝 |
|  |                              |                  |             |  |      |      |
|  | 9月2日 浦和駒場              |                  |             |  |      |      |
|  | INAC神戸レオネッサ           | 5                |             |  |      |      |
|  | 伊賀FCくノ一                 | 1                |             |  |      |      |
|  |                              |                  | 9月9日 NACK |  |      |      |
|  | INAC神戸レオネッサ           | 2                |             |  |      |      |
|  |                              | 日テレ・ベレーザ | 3           |  |      |      |
|  | 9月2日 浦和駒場              |                  |             |  |      |      |
|  | 日テレ・ベレーザ             | 3                |             |  |      |      |
|  | アルビレックス新潟レディース | 0                |             |  |      |      |

#### 準決勝
| 2012年9月2日 15:45 |

| INAC神戸レオネッサ                                                  | 5 - 1          | 伊賀FCくノ一    |
| 髙瀬愛実 12分 · ゴーベル・ヤネズ 25分, 38分, 48分 · 川澄奈穂美 59分 | 公式記録 (PDF) | 中出ひかり 18分 |

| 浦和駒場スタジアム 観客数: 2,018人 主審: 新川里佳子 |

| 2012年9月2日 19:00 |

| 日テレ・ベレーザ                              | 3 - 0          | アルビレックス新潟レディース |
| 原菜摘子 31分 · 小林弥生 37分 · 小林海青 80分 | 公式記録 (PDF) |                              |

| 浦和駒場スタジアム 観客数: 2,265人 主審: 深野悦子 |

#### 決勝
| 2012年9月9日 16:30 |

| INAC神戸レオネッサ                      | 2 - 3          | 日テレ・ベレーザ                     |
| チ・ソヨン 23分 · ゴーベル・ヤネズ 30分 | 公式記録 (PDF) | 永里亜紗乃 7分, 55分 · 小林弥生 44分 |

| NACK5スタジアム大宮 観客数: 7,399人 主審: 山岸佐知子 |